# Winchester, New Hampshire
Winchester är en kommun (town) i Cheshire County i delstaten New Hampshire i USA. Vid folkräkningen år 2020 bodde 4 150 personer på orten. Den har enligt United States Census Bureau en area på totalt 143,9 km² varav 1,5 km² är vatten.

## Kända personer från Winchester
- Marshall Jewell, politiker
- Francis P. Murphy, politiker
- Leonard Wood, militär